# Crnogorski državni grbovi do 1921.
Povijest crnogorski državnih grbova, koji su u srednjem vijeku bili i grbovi vladajućih dinastija, seže u 9. stoljeće za doba Dukljanskoga kraljevstva, te preko perioda zetske i starocrnogorske države Balšića i Crnojevića, dinastije Petrović Njegoš, sve do nasilnoga nestanka Kraljevine Crne Gore 1918. godine s povijesne mape svijeta.
- Grb dukljanskoga arhonta Petra
- Grb dukljanskoga kralja Konstantina Bodina
- Pečat dukljanskog kralja Đorđa
- Grb dinastije Vojislavljevića
- Grb Zete

- Pečat arhonta Petra iz 9. st., najstariji je sačuvani materijalni dokaz o nekom dukljanskom vladaru, izrađen od olova, čuva se u berlinskom muzeju, imao tekst poslije križa: Petar Arhont Dioklia Amin.

- Pečat kralja Đorđa, potječe iz prve polovice 12. st., dok on još nije bio vladar Dukljanskoga Kraljevstva. Na aversu je latinski natpis: Geor(gius) regis Bodini fili, u prijevodu Knez Đorđe, Bodinov sin. Na reversu je prikazan Sv. Đorđe s grčkim natpisom: ό ἅγιος Γεώργι(ο)ς.

- Grb dinastije Vojislavljevića. Vojislavljevići vladali su dukljanskom državom od početka 11. st. do konca 12. stoljeća. Njihov grb imao je zlatnu kosu lentu, s heraldičke lijeve u desnu stranu, koja je razdvajala dijagonalni crveni izduženi štit. Na Grbu Vojislavljevića zastupljene su boje crvena i zlatna, kojima se heraldički simbolizira hrabrost i velikodušnost.

- Grb dinastije Balšića. Balšići su vladali od sredine 14. do sredine 15. st., jeste sedmokraka srebrena zvijezda na trouglastom crvenom štitu, iznad srebrena kaciga,  iz zlatne krune izlazi srebrni vuk s isplaženim crvenim jezikom, plaštje crveno - srebrne boje.

- Grb Zete.  Grb Zete iz doba Đurađa Crnojevića a heraldički se nastavlja na nasljeđe Balšića. On je modificiran pridodatim zlatnim krugom u kojem je zvijezda. Unutar crvenog štita je zlatni krug, a u njemu crvena šestokraka zvijezda. Zlatni krug simbolizira velikodušnost i zaštitu a crvena šestokraka zvijezda je simbol Marsa, boga rata.

- Grb dinastije Crnojevića. Crnojevići su vladali od sredine 15. st. do početka 16. st., a njihov je grb zlatni okrunjeni dvoglavi orao raširenih, uzdignutih krila u poletu na trokutasto iskošenom crvenom štitu. Plašt okolo štita je crveno-zlatan; iznad štita je kaciga sa zlatnom krunom iz koje izlazi crni zmaj raširenih krila s crvenim jezikom.

- Grb Balšića, segment s kacigom i vukom

- Grb Ivana Crnojevića. Ivan Crnojević utemeljitelj je "zemlje crnih brda", Cetinja i Cetinjskoga samostana, kanoniziran za blaženoga Sv. Ivana Pravednoga. Imao je lični grb - zlatno okrunjenog dvoglavog orala na crvenom štitu.

- Grb Đurđa Crnojevića. Đurađ Crnojević je osnivatelj 1493. prve tiskare na među Južnim Slavenima koja je ujedno bila i prva državna tiskara u svijetu. Grb mu je bio okrunjeni zlatni dvoglavi orao na crvenom štitu, s ukomponiranim inicijalijalima: iznad glava orla je zlatno ćirilično slovo B (Blagovjerni), a između desne glave i desnog krila orla zlatno ćirilično Gn (Gospodin) a između lijeve glave i lijevog krila orla zlatni inicijal Go (Đurađ), dok su na prsima orla crvena slova Cr (Crnojević).

- Vladarski grb Crnogorskoga kneževstva i kraljevstva‎
- Grb Kraljevine Crne Gore

- Grb dinastije Petrović-Njegoš. Ukupno sedmorica vladara iz ove obitelji su bili na čelu crnogorske države (1698. – 1921.). Njihov obiteljski grb konačno je uobličen za doba kralja Nikole I. Petrovića. Grb se sastoji od poluokrugloga štita dijagonalno podijeljenog na četiri polja: gornje i donje crveno polje imaju po četiri poprečne srebrne grede i po jednu srebrnu glavu orla okrenutu ulijevo, dok se u desnom i lijevom plavom polju nalazi po jedno zatvoreno, srebrno krilo orla). U srcu štita je mali, također poluokrugli crveni štit s dvoglavim srebrnim okrunjenim orlom koji u kandžama drži vladarske insignije, iznad štita je srebrni okrunjeni dvoglavi orao visoko uzdignutih krila sa zlatnim skiptrom u desnoj i plavim šarom, zlatom optočenim, u lijevoj kandži a ispod orla je zlatni lav u prolazu koji je šapama oslonjen na vrh štita; grbovna draperija je crvene boje, oivičena zlatnim resama, a izranja iz kraljevske krune.

- Državni grb za doba vladike Danila i vladike Vasilija. Vladika Danilo Petrović Njegoš vladao je 1698. – 1735. a vladika Vasilije Petrović 1750. – 1766. godine. Grb za njihova doba imao je na grudima dvoglavoga orla veliki grb dinastije Petrović a na grbovnoj draperiji je poluokrugli štit, dijagonalno podijeljen na četiri polja (na gornjem i donjem polju su po jedna glava orla, a u bočnim poljima po jedno zatvoreno krilo orla), plašt oivičen resama izranja iz krune, dok se iz krune pojavljuje orao uzdignutih krila.

- Državni grb za doba vladike Save. Vladika Sava Petrović, ko-vladar s vladikom Vasilijem od 1735. do 1766. a onda do 1781. samostalno vladao Crnom Gorom,  grb je dvoglavi orao kome se u kandže (u kojima drži poraženu zmiju) dodaju skiptar i šar (carsko jaje), što će kasnije postati jedan od osnovnih elemenata u crnogorskoj državnoj heraldici, a za doba vladike Save se prvi puta pojavljuje još jedan grbovni elemenat, koji se zadržao i do danas, a to je zlatni lav u hodu.

- Državni grb iz doba Petra I. Vladika Petar I. Petrović Njegoš vladao od 1784. do 1830. godine, grb je okrunjeni zlatni dvoglavi orao visoko uzdignutih krila, s vladarskim insignijama u kandžama, a na prsima orla je štit s lavom u prolazu, lav je na zelenoj podlozi s plavom pozadinom, crveni plašt, oivičen zlatnim resama, izranja iz knjaževske krune.

- Državni grb iz doba Petra II. Vladika Petar II. Petrović Njegoš vladao od 1830. do 1851. godine, grb je zlatni dvoglavi orao visoko uzdignutih krila, sa skiptrom i šarom u kandžama, na prsima orla je štit sa zlatnim lavom u prolazu, lav je na zelenoj podlozi s plavom pozadinom, iznad glava orla je carska kruna.

- Državni grb iz doba iz doba Knjaza Danila. Knjaz Danilo I. Petrović vladao od 1851. do 1860. godine, grbovnu draperiju ispunjava barokni štit s crvenim poljem na kojem je zlatni dvoglavi orao visoko uzdignutih i raširenih krila, orao u desnoj kandži drži skiptar i mač, a u lijevoj šar, iznad glava orla je carska kruna, na prsima orla je, također, barokni štit, na zelenom podnožju plavog polja štita je zlatni lav u prolazu, s podignutom prednjom šapom, plašt je crven, sa zlatnim resama i izranja iz knjaževske krune - ovaj je grb poznat i pod nazivom Ratni grb Crne Gore.

- Grb Knjaza Danila. Imao je poluokrugli štit dijagonalno podjeljen na četiri polja, ugornjem i donjem crvenom polju su po jedna glava srebrnog orla, okrenute ulijevo, sa zlatnim kljunom i crvenim jezikom, u desnom i lijevom plavom polju su po jedno zatvoreno, spušteno srebrno krilo orla, u srcu štita je mali poluokrugli štit, u crvenom polju nalazi se dvoglavi srebreni orao s kneževskom krunomvisoko podignutih i raširenih krila koji u kandžama drži vladarske simbole, skiptar i šar.

- Grb Knjaževine Crne Gore.  Ovaj je grb modificirani Ratni grb Crne Gore s početka vladavine kneza Nikole I. Petrovića (1860-ih). Grb je zlatni okrunjeni dvoglavi orao visoko uzdignutih krila, sa zlatnim skiptrom (žezlom) u lijevoj kandži i plavim šarom, zlatom optočenim, u desnoj kandži, na prsima orla je štit sa zlatnim lavom u prolazu. Lav je na zelenoj podlozi s plavom pozadinom, crveni plašt, oivičen zlatnim resama, izranja iz kneževske krune.

- Državni grb iz doba Knjaza Nikole. Verificiran je ovaj grb nakon prvog crnogorskog Ustava iz 1905. godine, grb je srebrni dvoglavi orao visoko podignutih krila koji u desnoj kandži drži simbole vladarskog dostojanstva - zlatni skiptar, a u lijevoj šar, iznad glava orla je kraljevska kruna, na grudima orla u crvenom polju baroknog štita je lav u prolazu, okrenut udesno, s podignutom prednjom šapom, grbovnu draperiju čini crveno-zlatni plašt, u čijem je vrhu crvena kneževska kruna, optočena zlatom i biserima;

- Grb Knjaza Nikole I. Osobni grb crnogorskog monarha. U glavi poluobličastog štita na crvenom polju je srebrni okrunjeni dvoglavi orao visoko uzdignutih krila sa zlatnim skiptrom u desnoj i plavim, zlatom optočenim, šarom u lijevoj kandži, na grudima orla u crvenom polju baroknog štita su zlatni inicijali Nikole I. (ćirilićno N.I.), ispod orla je zlatni lav koji korača udesno s podignutom prednjom šapom, donji dio štita je po dijagonali razdijeljen na četiri polja., u gornjem i donjem srebrnom polju nalaze se po jedna crna glava orla, udesnom i lijevom plavom polju su po jedno zatvoreno crno orlovo krilo, u srcu donjeg dijela štita je mali poluokrugli crveni štit s dvoglavim srebrnim okrunjenim orlom koji u kandžama drži vladarske insignije;

- Grb Kraljevine Crne Gore. Službeni je grb od kolovoza 1910. kada je proglašena Kraljevina Crna Gora. Na grbovnoj draperiji grba se nalazi srebreni dvoglavi orao uzdignutih krila s vladarskim insignijama u kandžama, okrunjen kraljevskom krunom, na grudima orla u crvenom polju baroknog štita je lav koji korača u desnu stranu s podignutom prednjom šapom, plašt je crveno-zlatni, a u vrhu je kraljevska kruna, optočena zlatom, biserima i dragim kamenjem;

- Grb Božićne pobune na Spomenici

- Grb Božićne pobune. To je ratni grb iz doba Božićne pobune, oružnoga ustanka Crnogoraca protivu srpskoga anektiranja crnogorske kraljevine 1918. godine. Na grbu dominira okrunjeni (simbol suvereniteta) zlatni orao visoko podignutih krila koji u desnoj kandži drži mač (vojni simbol), a u lijevoj šar, na prsima orla je barokno crveno polje štita, na plavom podnožju štita korača lav udesno s podignutom prednjom šapom, ispod orla je zlatna lenta s ćiriličnom devizom, koja glasi ZA PRAVO, ČAST I SLOBODU CRNE GORE; ovaj se grb nalazio i na odličju Spomenica Božićnoga ustanka koja se dodjeljivala od 1920. godine.

## Vanjske poveznice
- O grbu dukljanskoga arhonta Petra[neaktivna poveznica] (crn.)

- Crnogorski grbovi od Dukljanskoga kraljevstva do vladike Petra I. Petrovića Njegoša (crn.)

- Crnogorski grbovi od Petra II. Petrovića Njegoša do Božićnoga ustanka 1919.g. (crn.)